# Dobrynja
Dobrynja (* um 940(?); † nach 988) war ein Onkel von Wladimir dem Großen und Statthalter von Nowgorod (968/978–nach 988).

## Leben
Die Darstellung seiner Person in altrussischen Chroniken lässt kein sicheres Bild über ihn zu. Sein Geburtsjahr ist nicht überliefert, die Herkunft ist unsicher (vielleicht Wolhynien?). Er war Bruder von Maluscha, der Mutter Wladimirs. Er war Diener ("Kljutschnik") am Hof Swjatoslaws I.
Um 968 soll er Swjatoslaw empfohlen  haben, die Herrschaft Nowgorod an den eigentlich nicht standesgemäßen Wladimir zu geben. Dobrynja ging dann mit nach Nowgorod als Woiwode.
Um 978 soll er Wladimir gedrängt haben, gegen Jaropolk nach Kiew zu ziehen. Er soll auch verantwortlich sein, dass Wladimir die Fürstentochter Rogneda vor den Augen ihrer Eltern vergewaltigte und diese anschließend tötete. Nach der Eroberung Kiews wurde er Statthalter Wladimirs in Nowgorod. 985 zog er mit diesem gegen die Wolgabulgaren.
Dass er die Christianisierung Nowgorods „mit Feuer“ betrieben haben soll, besagt ein altes russisches Sprichwort. Weitere glaubwürdige Informationen gibt es über sein Leben nicht.

## Nachkommen
Sein Sohn Kosnjatin war um 1018 Statthalter von Nowgorod.

## Nachwirkungen
Dobrynja war wahrscheinlich Vorlage für den Bylinen Dobrynja Nikititsch der Bylinendichtung des 13. Jahrhunderts.